# Novell (wielerploeg)
Novell is een voormalige professionele wielerploeg. In feite was het de Wordperfect ploeg die in 1995 onder de naam Novell reed. Softwarebedrijf Novell, eigenaar van de merknaam Wordperfect, koos om marketing-redenen voor in het laatste contractjaar met ploegleider Jan Raas voor deze naam. Een jaar later zou Raas in zee gaan met de Rabobank om de succesvolle Rabobank wielerploeg uit te bouwen.
Novell reed een bescheiden jaar. In de belangrijkste wedstrijd van het jaar kreeg het met Djamolidin Abdoesjaparov op de allerlaatste dag de publicitaire aandacht waar het iedere ploeg om te doen is; Abdu zegevierde in de Ronde van Frankrijk op de Champs Élysées. De overige overwinningen bleven beperkt tot wedstrijden van iets mindere allure. Zie verder Team_Visma-Lease_a_Bike.

## Belangrijkste overwinningen
- 20e etappe Ronde van Frankrijk, Djamolidin Abdoesjaparov
- Eindklassement Ronde van Zweden, Erik Dekker
- Rund um Köln, Erik Dekker
- GP Herning, Frédéric Moncassin
- Kuurne-Brussel-Kuurne, Frédéric Moncassin
- Brabantse Pijl, Edwig Van Hooydonck
- Eindklassement Great Southern Classic, Henk Vogels

## Ploeg
| Naam                     | Geboortedatum | Nationaliteit | Ploeg 1996                     |
| ------------------------ | ------------- | ------------- | ------------------------------ |
| Djamolidin Abdoezjaparov | 28-2-1964     | Oezbekistan   | Refin - Mobilvetta             |
| Michael Blaudzun         | 30-4-1973     | Denemarken    | Rabobank                       |
| Michael Boogerd          | 28-5-1972     | Nederland     | Rabobank                       |
| Eddy Bouwmans            | 30-1-1968     | Nederland     | Foreldorado - Golff            |
| Gerrit de Vries          | 13-5-1967     | Nederland     | Polti                          |
| Erik Dekker              | 21-8-1970     | Nederland     | Rabobank                       |
| Vjatsjeslav Jekimov      | 4-2-1966      | Rusland       | Rabobank                       |
| Frans Maassen            | 27-1-1965     | Nederland     | gestopt                        |
| Frédéric Moncassin       | 26-9-1968     | Frankrijk     | Gan                            |
| Rob Mulders              | 7-4-1967      | Nederland     | Collstrop - Lystex             |
| Dmitri Neljoebin         | 8-2-1971      | Rusland       | RDM New Systems                |
| Dainis Ozols             | 9-11-1966     | Letland       | geen                           |
| Arvis Piziks             | 12-9-1969     | Letland       | Rabobank                       |
| Sven Teutenberg          | 18-8-1972     | Duitsland     | US Postal Service - Montgomery |
| Léon van Bon             | 28-1-1972     | Nederland     | Rabobank                       |
| Alain Van Den Bossche    | 17-11-1965    | België        | gestopt                        |
| Edwig Van Hooydonck      | 4-8-1966      | België        | Rabobank                       |
| Henk Vogels              | 31-7-1973     | Australië     | Rabobank                       |
| Marc Wauters             | 23-2-1969     | België        | Rabobank                       |